# Lysimachia melampyroides
Lysimachia melampyroides är en viveväxtart som beskrevs av Reinhard Gustav Paul Knuth. Lysimachia melampyroides ingår i släktet lysingar, och familjen viveväxter.

## Underarter
Arten delas in i följande underarter:
- L. m. amplexicaulis
- L. m. brunelloides